# Agobard

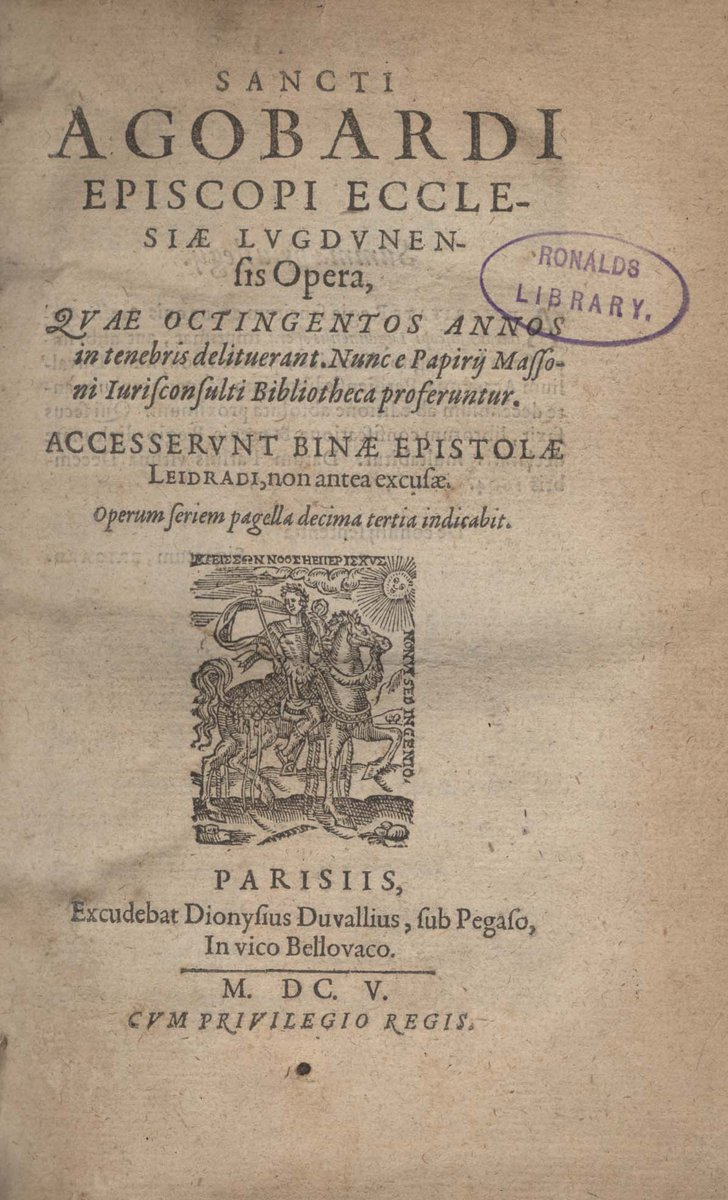
Agobard

Agobard sau Argobard (cca. 775/779-840) a fost un arhiepiscop francez de origine spaniolă al Lyonului. Vine în Franța la 3 ani și ajunge arhiepiscop la 37 de ani. A fost catalogat drept unul dintre prelații cei mai celebri și mai savanți ai secolului al IX-lea. Autor al mai multor tratate, Agobard este cel mai cunoscut pentru criticile sale aduse practicilor religioase evreiești și puterii politice a stăpânirii francilor. A condamnat închinarea la icoane și construirea de biserici în onoarea sfinților precum și liturghiile și practicile religioase nebiblice. 
În lucrarea sa Lober Contra Insulam Virgi Opinionen descrie ființe misterioase care străbat cerul și coboară din nave printre oameni.
„noi am văzut și ascultat mulți oameni adânciți într-o așa stare de stupiditate, înecați în adâncurile nebuniei, încât cred că există o regiune numită de ei Magonia unde nave plutesc pe nori pentru a duce fructe... Marinarii... primesc și ei de la aceștia grâu și alte produse. Printre oamenii a căror nebunie e așa de mare încât cred așa ceva am văzut pe unii extirpând dintr-o adunare patru persoane strâns legate... care, pretindeau, au căzut din aceste nave... i-au adus în prezența noastră pentru a fi lapidați. Dar adevărul a învins!”—Lober Contra Insulam Virgi Opinionen